# Ida Storm
Ida Storm (née le 11 octobre 1991 à Lund) est une athlète suédoise, spécialiste du lancer de marteau.
Son club est le Malmö AI.
Lors de la Coupe d'Europe hivernale des lancers 2017, elle monte sur le podium avec 70,97 m, son record personnel, qu'elle améliore avec 71,52 m le 4 juin à Fränkisch-Crumbach, ce qui représente le record de Suède.